# 森川嘉一郎
森川 嘉一郎（もりかわ かいちろう、1971年 - ）は、日本の建築学者、現代日本文化研究者。明治大学国際日本学部准教授。専門は意匠論。日本建築学会所属。

## 経歴
父親の仕事の都合でロンドンなど世界各地を転々としていた。高校時代は漫画研究部に所属していた。大学で建築を専攻したのも、先輩から、建築学科の講義ではパースを描いたり模型を作ったりすることを聞き、漫画を描いたりプラモデルを作ったりといった趣味が生かせそうだったから、とのことである。
1995年、早稲田大学理工学部建築学科卒業。1997年、同大学大学院修士課程(建築設計専攻)修了。2000年まで、同大学院博士後期課程在籍。
博士後期課程在籍時から早稲田大学理工学総合研究センター助手、客員講師、客員研究員を経て、2003年より桑沢デザイン研究所特別任用教授。
2004年にイタリアのヴェネツィアで開催されたヴェネツィア・ビエンナーレ第9回国際建築展で日本館展示のコミッショナーを務め「おたく：人格＝空間＝都市」と題した展示を企画した。同展は第44回日本SF大会にて星雲賞の自由部門を受賞。
2003年に『趣都の誕生-萌える都市アキハバラ-』（幻冬舎）を刊行。本書は2016年に精神科医の斎藤環が「21世紀の暫定名著」の一冊に選んでいる（「群像」2016年1月号、及び単行本『21世紀の暫定名著』収録）。
2008年より、明治大学に新設された「国際日本学部」の准教授に就任。2009年夏には、中心となって推進してきた「米沢嘉博記念図書館」が開館となる。2018年11月29日-12月30日開催の「MANGA⇔TOKYO」展（日仏外交160周年記念「ジャポニスム2018」公式企画）のキュレーターを務める。

## 著書

### 単著
- 『エヴァンゲリオン・スタイル』第三書館, 1997年5月, ISBN 978-4807497188
- 『趣都の誕生-萌える都市アキハバラ-』幻冬舎, 2003年2月, 271頁, ISBN 978-4344002876

### 共著・編
- 20世紀建築研究編集委員会 編『20世紀建築研究』INAX出版, 1998年10月, 461頁, ISBN 978-4872750843
- 国際交流基金『おたく：人格＝空間＝都市』幻冬舎, 2004年9月, , ISBN 978-4344008977
- 吉見俊哉,若林幹夫『東京スタディーズ』紀伊国屋書店, 2005年4月, 285頁, ISBN 978-4314009799
- 三浦展『「自由な時代」の「不安な自分」-消費社会の脱神話化-』晶文社, 2006年6月,317頁,ISBN 978-4794966988
- 鈴木博之, 伊藤毅, 石山修武, 山岸常人 (編集)『シリーズ都市・建築・歴史10「-都市・建築の現在-」』東京大学出版会, 2006年8月, 372頁, ISBN 978-4130652100

## 作品
- ヴェネツィア・ビエンナーレ第9回国際建築展日本館展示「おたく：人格＝空間＝都市」（コミッショナー）

## 出演
- 岡田斗司夫のプチクリ学園（MONDO21）